# I Love Rock 'n' Roll (The Jesus and Mary Chain)
I Love Rock 'n' Roll è un singolo del gruppo musicale britannico The Jesus and Mary Chain, pubblicato il 18 maggio 1998 come secondo e ultimo estratto dall'album Munki.
Raggiunse il n° 38 delle classifiche britanniche. La canzone è una versione rielaborata di un brano precedente, I Hate Rock 'n' Roll, che è stata inclusa nella compilation della band del 1995, Hate Rock 'n' Roll.

## Tracce
Testi e musiche di J. Reid, eccetto ove indicato.

### 7" e musicassetta
1. I Love Rock 'n' Roll - 2:37
2. Nineteen666 - 3:30 (W. Reid, Meaney)

### CD
1. I Love Rock 'n' Roll - 2:37
2. Easylife, easylove - 4:08
3. 40,000K - 2:51
4. Nineteen666 - 3:30 (W. Reid, Meaney)

Note
- Easylife, easylove è stata registrata al "The Wiskey Bar", Paramount Hotel, New York.

## Formazione
- Jim Reid - voce, chitarra
- William Reid - chitarra
- Ben Lurie - basso, chitarra
- Nick Sanderson - batteria

### Produzione
- Dick Meaney - ingegneria del suono e missaggio